# سيكورسكي في إس-300
سيكورسكي في إس (بالإنجليزية: Vought-Sikorsky VS-300)‏ هي طائرة تجريبية من صناعة سيكورسكي للطائرات. كان أول طيران لها في 14 سبتمبر 1939.

## مواصفات (VS-300)
البيانات من 
الخصائص العامة
- طاقم: one
- طول: 28 قدم 0 بوصة (8.53 م)
- ارتفاع: 10 قدم 0 بوصة (3.05 م)
- الوزن الإجمالي: 1,150 رطل (522 كـغ)
- محركات: 1 × Franklin 4AC-199-E , 90 حصان (67 كـو)   at 2,500 rpm
- قطر الدوار الرئيسي:    30 قدم 0 بوصة (9.14 م)

أداء
- السرعة القصوى: 50 ميل/س (80 كم/س؛ 43 عقدة)
- مدى: 75 ميل (65 nmi؛ 121 كـم)
- قدرة التحمل: 1 hour 30 minutes

## وصلات خارجية
- "Wingless Helicopter Flies Straight Up", بوبيلار ميكانكس, September 1940 article showing Sikorsky flying his first helicopter
- Heroes of the Sky: VS300 exhibit at the Henry Ford Museum